# Cithariden
Cithariden (Citharidae) zijn een familie van straalvinnige vissen uit de orde van Platvissen (Pleuronectiformes).

## Geslachten
- Brachypleura Günther, 1862
- Citharoides C. L. Hubbs, 1915
- Citharus Artedi, 1793
- Lepidoblepharon M. C. W. Weber, 1913